# 遙與美幸
遙與美幸是一支日本的女性雙人民謠搖滾樂隊。

## 履歷
樂隊的兩名成員在立教大学的音樂圈子中相識。以兩人同樣愛好森田童子、銀杏BOYZ、Nirvana的音樂作品為契機，而組成了雙人樂隊。
2012年11月14日以獨立唱片的形式發布了其第一張迷你專輯《說謊者宣示拂曉。別以為，我們會永遠默不作聲。》。而第二張迷你專輯《夜半話語成為藍色的毒，冷冷地刺進遲鈍的世界。》中收錄的曲目《乾冰（日语：ドライアイス）》在SPACE SHOWER TV和FM802節目中得以播出。
2013年，樂隊當選為iTunes Store的2013年最期待新人藝術家“新歌手2013”之一。同年11月6日，第一張全專輯《氰版攝影》由Sony Music Associated Records發行。

## 成員
HARUKA（ハルカ，1989年 - ）
擔任主唱與吉他手。同時負責樂隊全部曲目的作詞。
原名為福島遥。
因受到穂村弘的影響開始創作短歌，曾以自己的原名出版過歌集，並在2013年和穂村本人有過一場談話。樂隊迷你專輯的標題同時亦採用了短歌的形式。
MIYUKI（ミユキ，1989年 - ）
擔任鍵盤手與和聲。

## 音樂作品

### demo
- 1st demo

1. 夏之歌（日语：夏のうた）
2. 我們

- 2nd demo

1. 房間
2. 空
3. 水槽
4. 我們

- 3rd demo

1. 品紅
2. MONDAY
3. POOL
4. 385

### 數字單曲
- 模特人偶（日语：マネキン） (2013年10月9日)
- 馬賽克（日语：mosaic） (2013年10月23日)
- 世界 (2015年1月21日)
- 騙子 (2015年2月18日)
- 你還不知道（日语：君はまだ知らない） (2015年3月18日)
- 春之雨（日语：春の雨） (2015年5月20日)
- COPY (2015年6月24日)
- 宇宙泛舟（日语：宇宙を泳ぐ舟） (2015年7月29日)

### E.P.
|       | 發行日期       | 標題                                                    | 最高排名        |
| ----- | -------------- | ------------------------------------------------------- | --------------- |
| 第1張 | 2012年11月14日 | 說謊者宣示拂曉。別以為，我們會永遠默不作聲。  | Oricon最高299位 |
| 第2張 | 2013年3月13日  | 夜半話語成為藍色的毒，冷冷地刺進遲鈍的世界。  | Oricon最高160位 |
| 第3張 | 2014年5月28日  | 即使這樣也很好，倘若我在這首歌中說愛你。      | Oricon最高54位  |

### 迷你專輯
|       | 發行日期      | 標題            | 最高排名       |
| ----- | ------------- | --------------- | -------------- |
| 第1張 | 2015年4月22日 | 世界  | Oricon最高55位 |

### 全專輯
|       | 發行日期      | 標題                | 最高排名       |
| ----- | ------------- | ------------------- | -------------- |
| 第1張 | 2013年11月6日 | 氰版攝影  | Oricon最高62位 |

## 脚注
1. ↑  スペースシャワーTVレコメンド （页面存档备份，存于），2013年9月23日參考。
2. ↑  ハルカトミユキ、砂丘＆演奏シーンで構成されたPV公開 （页面存档备份，存于） 2013年3月3日 ナタリー
3. ↑  . ナタリー.   [2013-10-11]. （原始内容存档于2020-08-18）.
4. ↑  . タワーレコード. 2012-12-18  [2013-10-25]. （原始内容存档于2013-10-29）.
5. ↑  驚異を生む言葉の作り方 ハルカ（ハルカトミユキ）×穂村弘 （页面存档备份，存于），cinra.net，2013年9月23日參考。

## 外部連結
- ハルカトミユキ オフィシャルサイト （页面存档备份，存于）
- 遙與美幸的Facebook專頁
- ハルカトミユキ的X（前Twitter）
- ハルカトミユキ(ミユキ)的X（前Twitter）